# اچ‌ام‌اس فوبه (۴۳)
اچ‌ام‌اس فوبه (۴۳) (به انگلیسی: HMS Phoebe (43)) یک کشتی بود که طول آن ۴۸۵ فوت (۱۴۸ متر) بود. این کشتی در سال ۱۹۳۹ ساخته شد.